# Milan Hribar
Milan Hribar, slovenski pevec, * 5. september 1949.
Hribar je pevec nekdanje slovenske glasbene skupine Prah. V slovensko glasbeno zgodovino so se zapisali z uspešnicami kot sta: Halo, Nataša in Sezona senc. Je oče uspešnega slovenskega glasbenika Andraža Hribarja.